# Rodrigo Rodero
Rodrigo Rodero es un guionista y director de cine español. Licenciado en Ciencias de la información por la Universidad Europea de Madrid , diplomado en Ingeniería Informática por la Universidad Politécnica de Madrid y en Dirección Cinematográfica por la Escuela de Cinematografía y del Audiovisual de la Comunidad de Madrid (ECAM). 
Una avalada trayectoria como cortometrajista, donde ha sido reconocido con más de 100 premios y galardones en Festivales nacionales e internacionales de todo el mundo, le ha permitido convertirse en uno de los cortometrajistas españoles más representativos y relevantes de los últimos años. Debuta en el mundo del largometraje con El Idioma Imposible, adaptación de la novela homónima de Francisco Casavella, a quien ya conocía anteriormente tras haber adaptado en 2007 su cuento Seis o siete veranos.

## Trayectoria

### Cortometrajes
Con su primer cortometraje Happiness is a warm vibrator (1998) logra el primer premio en el Certamen Nacional de Video de la 28.ª edición del Festival de cine de Alcalá de Henares.
Con sus siguientes cortometrajes rodados en la ECAM, Mar de cristal (2002) y Kundas (2003) (Premio del Público en el Festival Iberoamericano de Cortometrajes VERSIÓN ESPAÑOLA / SGAE (TVE)),  el director se adentra en el Madrid marginal de finales de los años noventa.
En 2005 rueda el cortometraje Chatarra, adaptación de la novela homónima de Daniel Ruíz (ganador del '''Premio Tusquets de Novela''' en 2016), con el que acumula más de 80 premios en festivales nacionales e internacionales de todo el mundo y es preseleccionado para los Óscars 2006. Entre los premios conseguidos por este cortometraje destacan los primeros premios en el Festival Internacional de Cartagena de Indias, Festival Internacional de Cortometrajes de Houston, Festival Internacional de Cortometrajes de Beijing o Festival de Cortometrajes de Medina del Campo. Chatarra cuenta en su reparto, entre otros, con los actores Adolfo Fernández, Maru Valdivielso, Irene Escolar, Joan Dalmau, Álex González, Héctor Colomé y Eugenio Barona.
Con sus siguientes cortometrajes, Campo de la rosa (2006) (Premio a la Mejor Obra y Mejor Cortometraje en el Festival ARTE JOVEN De la Comunidad de Madrid), protagonizado también por Irene Escolar y Eugenio Barona, y Nevada (2006) (Mejor cortometraje Festival Internacional de Creación Digital FIVAD), retoma de nuevo la temática del Madrid suburbial de los noventa.
En 2007 dirige el cortometraje Seis o siete veranos, adaptando el cuento del mismo título del escritor catalán Francisco Casavella, e interpretado por Adolfo Fernández, Maru Valdivielso, Irene Escolar, Ana Wagener e Israel Elejalde.
En los años 2006 y 2010 el VII Festival Internacional de Cortometrajes de Torrelavega y la XI edición del Festival de Cortometrajes de Jerez le rindieron sendos homenajes  respectivamente junto con una serie de ciclos retrospectivos. También ha sido jurado de varios Festivales de cine, como el Festival de cine español de Málaga o la Semana de cine de Medina del Campo

### Largometrajes
En 2010 debuta en el largometraje con la película "El idioma imposible", Adaptación de la novela homónima del escritor catalán Francisco Casavella (Premio Nadal 2008), tercera parte de la trilogía “El día del Watusi”. El guion lo escribe junto a Michel Gaztambide (“Vacas”, “La caja 507”, “La Vida Mancha”…) y está protagonizada por Andrés Gertrúdix, Irene Escolar, Karra Elejalde y Helena Miquel. La película se estrenó en el XIII Festival de Málaga (2010).

## Filmografía
| Películas y cortometrajes | Películas y cortometrajes   | Películas y cortometrajes | Películas y cortometrajes | Películas y cortometrajes |
| Año                       | Título                      | Formato                   | Grabación                 |                           |
| ------------------------- | --------------------------- | ------------------------- | ------------------------- | ------------------------- |
| 1998                      | Happines is a warm vibrator | Cortometraje              | Vídeo                     |                           |
| 2002                      | Mar de cristal              | Cortometraje              | Vídeo                     |                           |
| 2003                      | Kundas                      | Cortometraje              | 35 mm                     |                           |
| 2005                      | Chatarra                    | Cortometraje              | 35 mm                     |                           |
| 2006                      | Nevada                      | Cortometraje              | Video                     |                           |
| 2006                      | Campo de la rosa            | Cortometraje              | 35 mm                     |                           |
| 2007                      | Seís o siete veranos        | Cortometraje              | 35 mm                     |                           |
| 2010                      | El Idioma imposible         | Largometraje              | 35 mm                     |                           |

## Premios y nominaciones
Premios Óscar
| Año  | Categoría          | Película | Resultado       |
| ---- | ------------------ | -------- | --------------- |
| 2006 | Mejor Cortometraje | Chatarra | Preseleccionado |

Festival Internacional de cine de Cartagena de Indias
| Año  | Categoría          | Película | Resultado |
| ---- | ------------------ | -------- | --------- |
| 2005 | Mejor Cortometraje | Chatarra | Ganadora  |

Festival Iberoamericano de Cortometrajes VERSIÓN ESPAÑOLA / SGAE (TVE)
|      | Categoría          | Película | Resultado |
| ---- | ------------------ | -------- | --------- |
| 2003 | Premio del Público | Kundas   | Ganador   |

Festival Internacional de Cine de Mar del Plata
| Año  | Categoría                         | Película | Resultado |
| ---- | --------------------------------- | -------- | --------- |
| 2003 | Mejor Cortometraje Scenes to Come | Kundas   | Nominado  |

Festival Cinespaña de Toulouse
| Año  | Categoría         | Película            | Resultado |
| ---- | ----------------- | ------------------- | --------- |
| 2010 | Mejor Ópera prima | El Idioma imposible | Ganador   |

Festival International du Film d'Amour de Mons
| Año  | Categoría                                                                                  | Película            | Resultado |
| ---- | ------------------------------------------------------------------------------------------ | ------------------- | --------- |
| 2011 | Premio de la Federación de Críticos Cinematográficos de Europa y el Mediterráneo (FEDEORA) | El idioma imposible | Ganadora  |

Biennale du Cinéma Espagnol d'Annecy
| Año  | Categoría                             | Película            | Resultado |
| ---- | ------------------------------------- | ------------------- | --------- |
| 2010 | Premio del Jurado a la Mejor película | El Idioma imposible | Ganador   |
| 2010 | Premio del público                    | El Idioma imposible | Ganador   |

Medallas del Círculo de Escritores Cinematográficos
| Año  | Categoría            | Película            | Resultado |
| ---- | -------------------- | ------------------- | --------- |
| 2010 | Mejor guion adaptado | El idioma imposible | Nominado  |

Otros galardones
"EL IDIOMA IMPOSIBLE". Largometraje. 35 mm (2010)
- Mejor Fotografía Madridimagen[25]
- Mejor Ópera Prima Festival  CIBRA 2010[26]
- Mejor Interpretación (Andrés Gertrúdix) Festival de Cine de Madrid PNR[27]
- Sección Oficial Festival de Cine español de Málaga[28]
- Festival ACTUAL 2011. Muestra[29][30]
- Museo Reina Sofía. Muestra Otro cine de verano[31]

"CHATARRA". Cortometraje. 35 mm (2005)
- Gold Special Jury Mejor Thriller y Premio Kodak a la Mejor Fotografía WorldFest-Houston International Film Festival
- Mención Especial del Jurado al Mejor cortometraje de ficción Festival Internacional de AUBAGNE (Francia)
- Premio del Público International Film Festival of Beijing (China)[32]
- Premio RTVA al mejor Corto Andaluz Festival de Jerez[33]
- Mejor Director Jutro Film Festival de Varsovia (Polonia)[34]
- Premio Plácido del Público Festival Internacional Cine Negro de Manresa
- Premio Tatu al Mejor Guion Festival Internacional de Bahía (Brasil)[35]
- Mejor Cortometraje Festival de Cine Pata Negra de Guijuelo[36]
- Mejor Cortometraje Festival Internacional de Cortos de Torrelavega[37]
- Mejor Cortometraje Español del Año. Premio Panorama SCIFE[38]
- Mejor Cortometraje III Semana de Cine de Saldaña[39]
- Mejor Cortometraje, Mejor Interpretación (Adolfo Fernández) y Premio del Público Festival DAFNE Villaviciosa de Odón[40]
- Mejor Director Festival Internacional de Cine de Móstoles
- Mejor Cortometraje Castilla y León Festival de Medina del Campo
- Mejor Cortometraje Festival Thanatos de Écija
- Mejor Cortometraje Festival de Vélez-Málaga
- Mejor Película Festival de cortometrajes “Ciutat de Valls”
- Mejor Cortometraje Certamen Nacional de Bolaños
- Mejor Guion Festival Nacional de Estepona
- Mejor Guion Festival Estatal de cortometrajes de Calella
- Mejor Fotografía Festival de cortometrajes de Palafolls
- Mejor Cortometraje Festival Internacional U.E.M
- Mención Especial del Jurado Festival Internacional SEDICI CORTO (Italia)
- Premio del Público Festival de Cortometrajes de San Martín de la Vega
- Mejor cortometraje  y Premio del Público Festival de cortometrajes de Parla
- Mejor Cortometraje Festival  de Silos 2006
- Premio del Público Festival Cortometrajes Los Palacios Sevilla
- Mejor cortometraje Festival Santa Coloma
- Mejor Actor: Adolfo Fernández Festival Cortometrajes Laguardia
- Mejor Actor: Adolfo Fernández Festival DAFNE Villaviciosa de Odón  -
- Mejor Actor: Adolfo Fernández Festival L’Alfás del Pi
- Mejor Cortometraje Semana de cine de Cuenca
- Mejor Cortometraje Festival de dunas de la Oliva (Fuerteventura)
- Mejor Cortometraje Festival de Cine Social de Sevilla

"KUNDAS". Cortometraje. 35 mm (2004)
- Premio AISGE Mejor Actor (Antonio Navarro) en Festival Internacional de Ourense
- Mejor Corto Festival Nacional “Ciutat de Valls”
- Sección Oficial Festival Internacional “Mar del Plata 2004” (Argentina),
- Sección Oficial Festival Internacional Los Ángeles (USA) 2004

“CAMPO DE LA ROSA”. Cortometraje. 35 mm (2006)
- Premio CIUDAD UNIVERSITARIA a la MEJOR OBRA de los PREMIOS ARTE JOVEN de la Comunidad de Madrid 2006
- Mejor CORTOMETRAJE en los PREMIOS ARTE JOVEN de la Comunidad de Madrid 2006
- Premio Francisco Rabal Mejor Cortometraje Festival Nacional de Cortometrajes de Murcia

“MAR DE CRISTAL”. Cortometraje. Video (2003)
- Mejor Película Festival Cine social de Torrijos, 2004
- Mejor Cortometraje Festival de video de Castellón, 2005
- Mejor Interpretación Certamen Nacional de video Festival Alcalá de Henares, 2003
- Mejor Interpretación Festival Audiovisual Majadahonda, 2003
- Mejor Banda Sonora Certamen Nacional de video Festival Alcalá de Henares, 2003

“NEVADA”. Cortometraje. Video (2006)
- Mejor cortometraje Festival Internacional de Creación Digital FIVAD 2006[41]

”HAPPINESS IS A WARMA VIBRATOR”. Cortometraje. Video (1998)
- Mejor Cortometraje Certamen Nacional de video del Festival de cortometrajes de Alcalá de Henares, 1998